# ایستینیه پارک
ایستینیه پارک (به انگلیسی: İstinye Park) یک مرکز خرید در محله ایستینیه استانبول، ترکیه با ۲۹۱ فروشگاه، ۸۵۲۵۰ متر مربع (۹۱۷۶۰۰ فوت مربع) خرده فروشی و چهار طبقه پارکینگ زیرزمینی است. این مرکز دارای بخش‌های سرپوشیده و فضای باز است. بخش روباز آن دارای یک پارک سبز مرکزی است و خریدهای کنار خیابانی را ارائه می‌دهد.
این مرکز شامل یک بازار اصیل غذاهای ترکی است - یک بازار سنتی که از معماری و تاریخ ترکیه الهام گرفته شده‌است.

## طراحی و چیدمان
پارک ایستینیه مساحت ناخالص ۲۴۲۰۰۰ متر مربع (۲۶۰۰۰۰۰ فوت مربع) دارد.
سه بخش مجزا در ساختمان وجود دارد:
گراند روتوندا یک فضای سرگرمی مرکزی است که از یک فضای چهار سطح تشکیل شده‌است و توسط یک دکل بیرونی مرکزی بر روی ۳ آسانسور پانوراما پشتیبانی می‌شود. سایبان پوسته سخت با قطر ۷۵ متر، یک مرحله متحرک عمودی به قطر ۹ متر را در بر می‌گیرد. همچنین دارای آب حرکتی متحرک با نور و موسیقی است.
«مرکز سبک زندگی» یک میدان شهری در فضای باز است که دارای پارک مرکزی سبز و منطقه مد - منطقه خرده فروشی سرپوشیده با سقف شیشه‌ای است.
منطقه بازار با سبک تاریخی ترکی خود از بقیه مرکز خرید متمایز است که هر نما از معماری و تاریخ ترکیه الهام گرفته شده‌است.
طراحی پروژه توسط معمار آمریکایی، BCT Design Group Inc، مستقر در بالتیمور، رهبری شد. دوره طراحی - از مفهومی، شماتیک تا توسعه - حدود یک سال به طول انجامید. Ömerler Mimarlik، مستقر در استانبول، نقشه‌های ساخت و ساز را تهیه کرد و اجرای آن را انجام داد. دوره ساخت به مدت ۲۶ ماه - از اولین پایه‌گذاری تا افتتاحیه بزرگ - ادامه داشت. از اولین طرح تا تکمیل پروژه، در مجموع (۲۰۰۴–۲۰۰۷) ۳ سال طول کشید.

## دسترسی

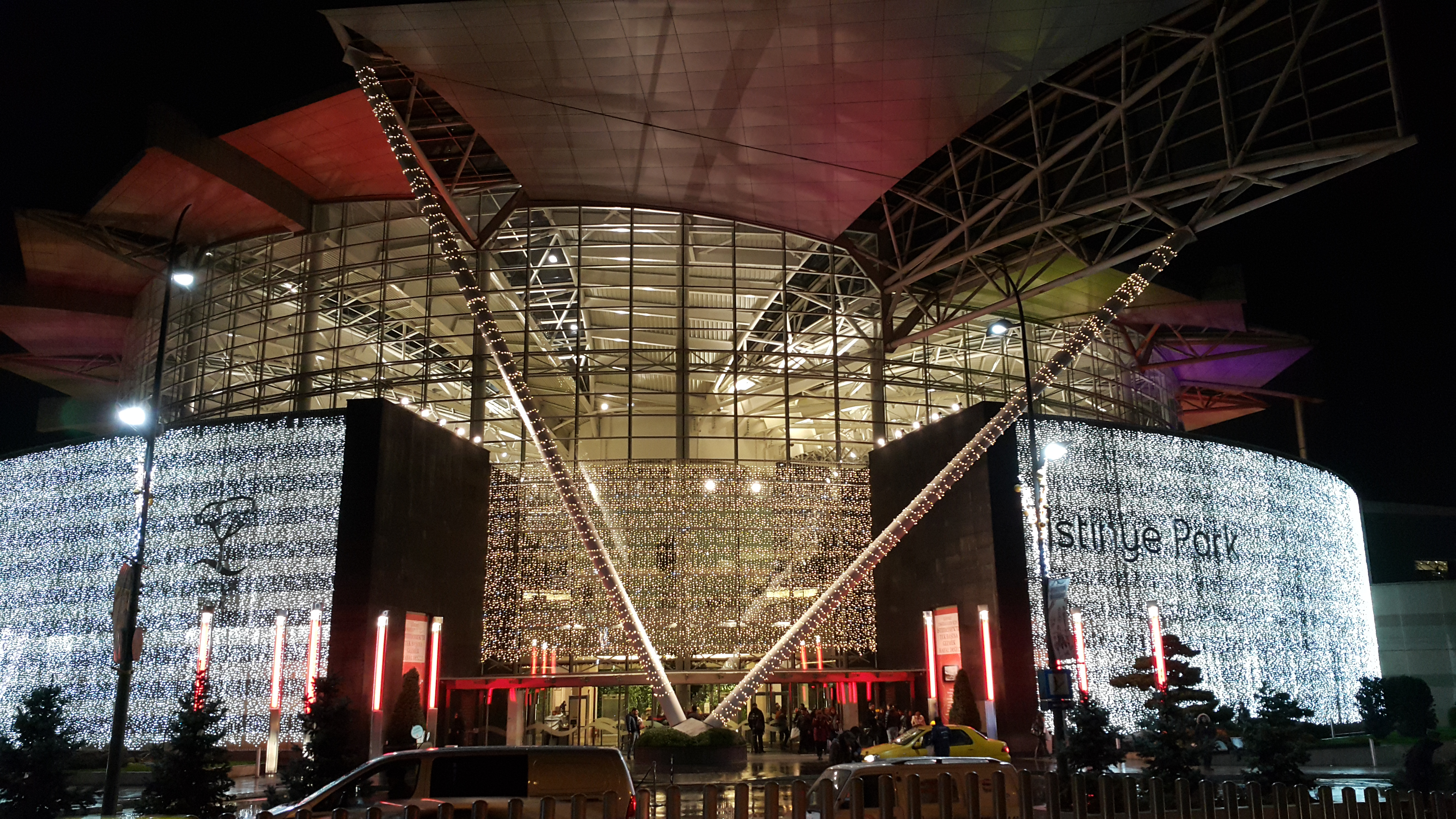
مرکز خرید ایستینیه پارک در شب

اتوبوس‌های شهری شماره‌های ۲۹، 29B، 29P، 29S، 40B, 42, EL1، EL2 دسترسی به مرکز را فراهم می‌کنند و مرکز در یک پیاده‌روی کوتاه از شرق İ.T. Ü - ایستگاه مترو Ayazağa است.